# Boletus pallidoroseus
Boletus pallidoroseus es una especie de hongo boleto en la familia Boletaceae. Es nativo de América del Norte. Fue descrito por primera vez en 1998 por Ernst Both.